# Linea 2 (metropolitana di Marsiglia)
La linea 2 è una linea della metropolitana di Marsiglia che collega la città da nord, con capolinea Gèze, a sud-est, attestandosi al capolinea di Sainte-Marguerite Dromel.
Incrocia la linea 1 nelle stazioni di Saint-Charles e Castellane.

## Storia
Il progetto iniziale della metropolitana di Marsiglia, presentato nel 1969, prevedeva una seconda linea, nota come “linea rossa”, tra la stazione di Arenc e Mazargues. Il tracciato definitivo fu deciso nel 1978 ma lo Stato, che aveva finanziato il progetto al 30%, dilazionò il pagamento della sua partecipazione, il che costrinse la costruzione della linea in più fasi.
I lavori sono iniziati nell'ottobre 1980 per un primo tratto tra Joliette e Castellane. I lavori strutturali terminarono alla fine del 1983 e la tratta fu inaugurata il 3 marzo 1984. Parallelamente, alla fine del 1982, iniziarono i lavori dei segmenti nord (verso Bougainville) e sud (verso Sainte-Marguerite - Dromel) oltre che per la costruzione del deposito di Zoccola. Le sezioni sud e nord furono inaugurate rispettivamente il 1º febbraio 1986 e il 14 febbraio 1987.
Solo nel 2013 sono iniziati i lavori a nord di Bougainville per prolungare la linea di 900 metri e costruire una nuova stazione, denominata Gèze, inaugurata il 16 dicembre 2019 dopo diversi anni di ritardo. Comprende un parcheggio scambiatore con una capacità di 650 posti auto.

### Le date delle aperture
- 3 marzo 1984: Joliette - Castellane
- 1à febbraio 1986: Castellane - Sainte-Marguerite Dromel
- 14 febbraio 1987: Joliette e Bougainville
- 16 dicembre 2019: Bougainville e Gèze